# Fred Angerer

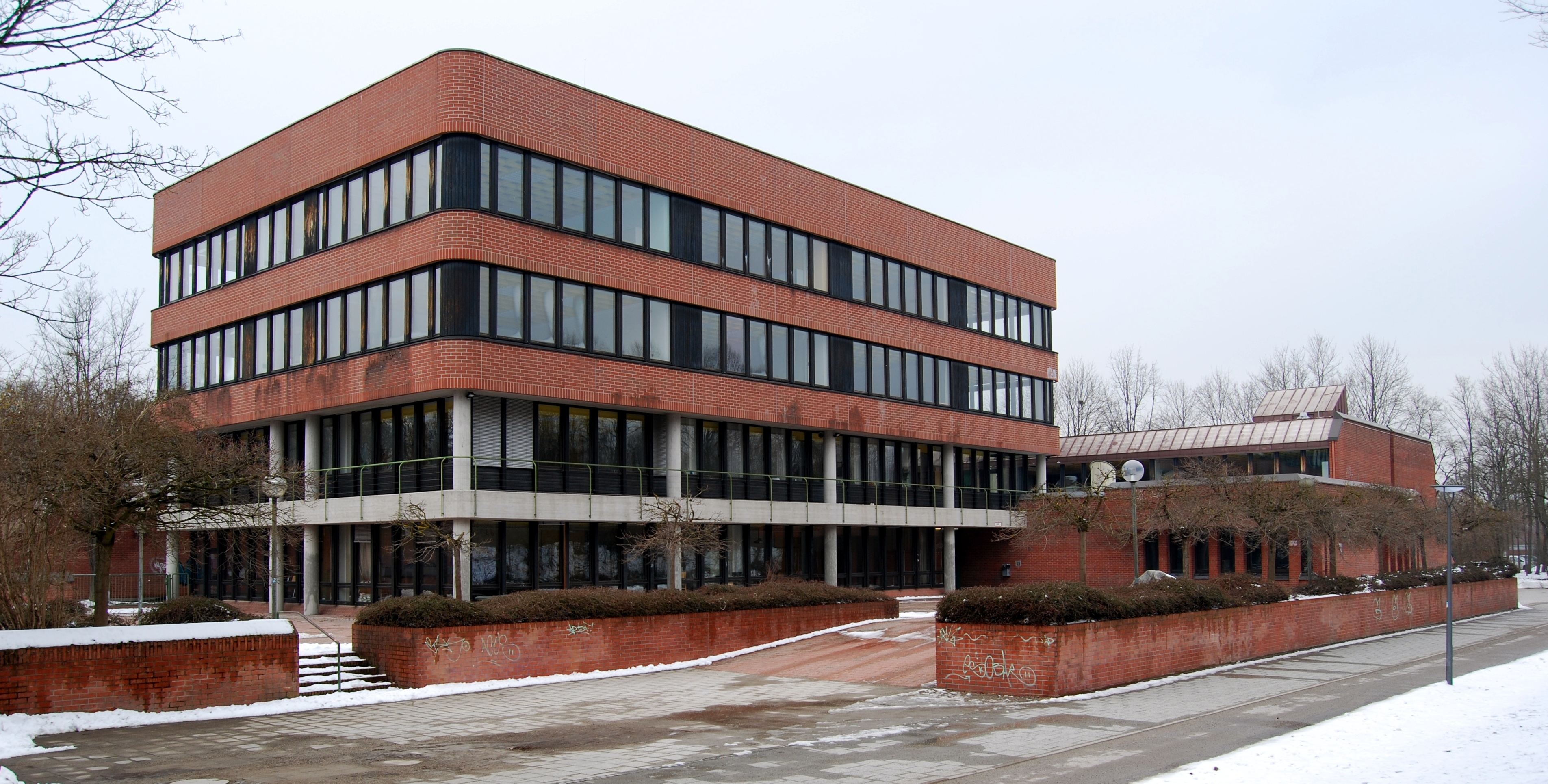
Ludwigsgymnasium, München

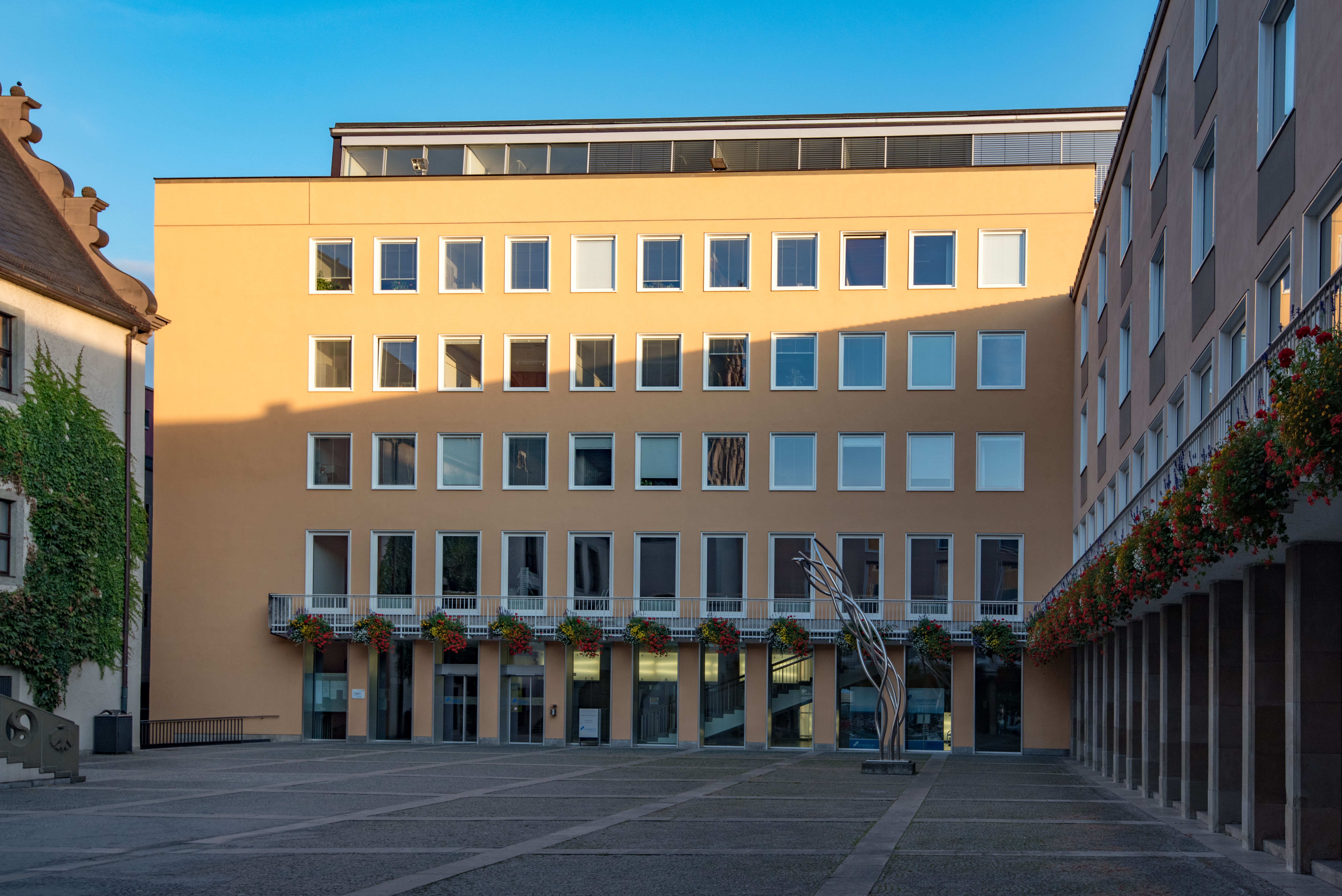
Neues Rathaus, Schweinfurt

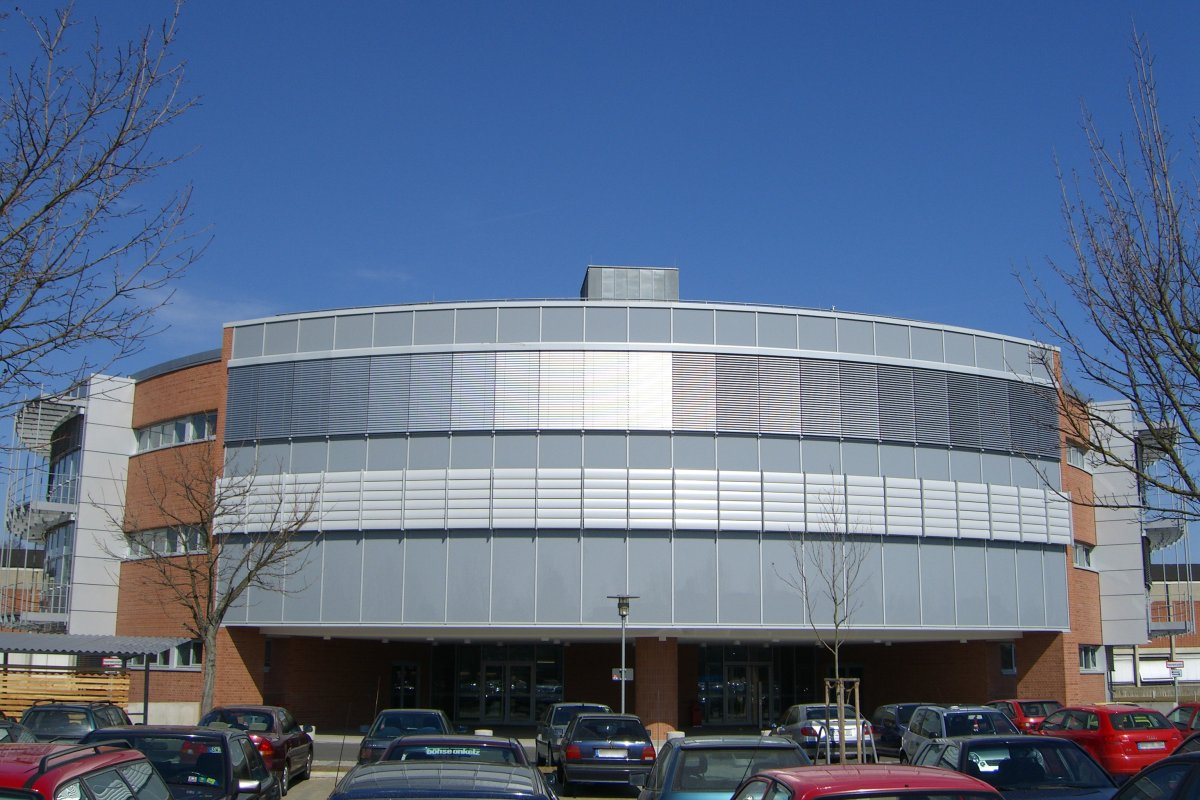
Hörsaalgebäude der Hochschule für angewandte Wissenschaften in Schweinfurt

Alfred „Fred“ Angerer (* 20. Dezember 1925 in Eugenbach; † 28. Dezember 2010 in München) war ein deutscher Architekt und Hochschullehrer.

## Werdegang
Angerer studierte von 1946 bis 1949 an der Technischen Hochschule München Architektur. Nach dem Studium arbeitete er im Büro von Adolf Abel mit und war von 1951 bis 1956 Assistent von Georg Werner an der Technischen Hochschule in München. 1956 eröffnete Angerer ein eigenes Architekturbüro in München.
Von 1961 bis zu seiner Emeritierung 1993 lehrte er als Professor an der Technischen Hochschule München (seit 1970: Technische Universität München). Zwischen 1968 und 1969 war Angerer Dekan der Baufakultät TH München. Von 1975 bis 1977 war er Dekan der Fakultät für Architektur an der TU München.
Angerer war Mitglied im Bund Deutscher Architekten und im Deutschen Werkbund.

## Bauten
- 1953–1956: Olympia-Morata-Gymnasium, Schweinfurt mit N. Woita
- 1954–1958: Neues Rathaus, Schweinfurt mit N. Woita und H. Pfister
- 1958: Schulanlage für das Erasmus-Grasser-Gymnasium und Ludwigsgymnasium in München mit Adolf und Helga Schnierle
- 1956–1959: Ludwigsgymnasium, München mit Adolf und Helga Schnierle
- 1960–1962: Bebauungsplan Fürstenried I (Ost) und II (West) mit Franz Ruf und Hans Knapp-Schachleitner
- 1961–1962: Sparkassenhochhaus  Fürstenried I (Ost)[2][3]
- 1961–1963: Fachhochschule Schweinfurt
- 1961–1964: Bayerische Landesbank Bauteil B20, München
- 1966: DEBA-Haus, München[4]
- 1968–1971: Physikalisches Institut der Technischen Hochschule München, Garching
- 1970–1971: Wohnanlage Abtsberg, Bamberg
- 1970–1972: Pressestadt für die Olympischen Spiele 1972, München mit Alexander Freiherr von Branca
- 1971: Erweiterung Karstadt München Bahnhofplatz
- Forschungs-Neutronenquelle Heinz Maier-Leibnitz
- 1977–1980: Landratsamt, Schwäbisch Hall mit P. Gehring und H.J. Hafen
- 1981–1985: Neckarwerke, Altbach bei Esslingen am Neckar mit Gerhard Feuser[5]
- 1986–1987: Kaufhaus C&A, Coburg
- 1988–1991: Hertie, Schwabing mit H.J. Hafen
- 1993: Flugzeughangar, Flughafen München mit G. Büschl
- 1994–1995: Ehem. Einrichtungshaus Karstadt, München (abgerissen nach 2016)[6]

## Auszeichnungen und Preise
- 1957: BDA-Preis
- 1959: Förderpreis für Architektur der Landeshauptstadt München
- 1967: BDA-Preis Bayern
- 1975: Fritz-Schumacher-Preis
- 1988: Bayerischer Verdienstorden
- 2001: Leo-von-Klenze-Medaille

## Ehemalige Assistenten
- Anne-Christin Scheiblauer[7]